# Veliki Ban
Veliki Ban je naselje u slovenskoj Općini Šentjerneju. Veliki Ban se nalazi u pokrajini Dolenjskoj i statističkoj regiji Donjoposavskoj regiji. 

## Stanovništvo
Prema popisu stanovništva iz 2002. godine naselje je imalo 61 stanovnika.